# فرناندو غابرييل
فرناندو غابرييل (بالبرتغالية: Fernando Gabriel Vougado Ribeiro) (مواليد 11 مايو 1988) لاعب كرة قدم برازيلي يجيد اللعب في الوسط .
لعب في عدة أندية برازيلية واحترف في أذربيجان وإيران و السعودية وإماراتية .

## روابط خارجية
- فرناندو غابرييل على موقع قاعدة بيانات كرة القدم.إي يو (الإنجليزية)
- فرناندو غابرييل على موقع Soccerway.com (الإنجليزية)